# Acacia microcalyx
Acacia microcalyx är en ärtväxtart som beskrevs av Bruce R. Maslin. Acacia microcalyx ingår i släktet akacior, och familjen ärtväxter. Inga underarter finns listade i Catalogue of Life.